# Alpine (Wyoming)
Pour les articles homonymes, voir Alpine.
Alpine est une municipalité américaine située dans le comté de Lincoln au Wyoming.
Lors du recensement de 2010, sa population est de 828 habitants. La municipalité s'étend sur 0,70 milles carrés (1,81 km2).